# Kurt Welzl
 Kurt Welzl est un footballeur autrichien né le 6 novembre 1954 à Vienne, qui évoluait au poste d'attaquant au SSW Innsbruck et en équipe d'Autriche.
Welzl a marqué dix buts lors de ses vingt-deux sélections avec l'équipe d'Autriche entre 1975 et 1982.

## Carrière
- 1972-1974 : Wiener Sport-Club
- 1974-1978 : SSW Innsbruck
- 1979-1981 : AZ Alkmaar
- 1981-1983 : Valence CF
- 1983-1984 : KAA La Gantoise
- 1984 : Olympiakos Le Pirée
- 1985-1986 : SSW Innsbruck
- 1986 : FC Swarovski Tirol
- 1987 : Grazer AK
- 1987-1988 : SV Spittal

## Palmarès

### En équipe nationale
- 22 sélections et 10 buts avec l'équipe d'Autriche entre 1975 et 1982.

### Avec le SSW Innsbruck
- Vainqueur du Championnat d'Autriche de football en 1975 et 1977.
- Vainqueur de la Coupe d'Autriche de football en 1975 et 1978.

### Avec l'AZ Alkmaar
- Finaliste de la Coupe UEFA en 1981.
- Vainqueur du Championnat des Pays-Bas de football en 1981.
- Vainqueur de la Coupe des Pays-Bas de football en 1981.

### Avec le KAA La Gantoise
- Vainqueur de la Coupe des Pays-Bas de football en 1984.